# Summer of Sam
Summer of Sam ist ein US-amerikanischer Spielfilm von Spike Lee aus dem Jahr 1999.

## Handlung
Sommer des Jahres 1977 in New York City. Die Kellnerin Dionna und ihr Ehemann Vinny leben im Stadtteil Bronx. Die Ehe ist unglücklich. Ein Freund von Vinny, Richie, der nun der neu entstandenen Punk-Bewegung angehört, trifft sich mit Ruby und finanziert seinen Traum von einer Musikerkarriere mit Performanceauftritten in einem Schwulenclub, wo er sich auch prostituiert.
In New York passieren Morde, der Täter nennt sich selbst Son of Sam. Es kommt zu Verdächtigungen, frühere Freunde verdächtigen Richie aufgrund seiner Wandlung. Vinny streitet mit der Chefin des Friseursalons, in dem er arbeitet. Dionna erfährt, dass Vinny ihr untreu war und verlässt ihn.
Der wahre Täter, David Berkowitz, wird gefasst. In der Zeit, in der das Fernsehen die Bilder des verhafteten Berkowitz zeigt, beschließen die Mitglieder einer Gang junger Männer, Richie, den sie für den Son of Sam halten, zu lynchen. Sie wenden sich an Vinny, der Richie aus seinem Haus lockt. Die Männer verprügeln Richie, bis der Freund seiner Mutter aus seinem Haus kommt und schreit, der wahre Täter sei verhaftet. Mit geladener Pistole zwingt er die Jugendlichen zum Aufhören.

## Kritiken
Der Film stieß bei englischsprachigen Kritikern auf ein gespaltenes Echo. Basierend auf der Auswertung von 104 Kritiken wird auf Rotten Tomatoes eine Zustimmungsquote von lediglich 50 % ausgewiesen.
James Berardinelli schrieb auf ReelViews, dass der Film vorwiegend von den Charakteren und derer Entwicklung lebe. Die Figur von David Berkowitz spiele nur eine kleine Rolle. Der Regisseur Spike Lee mache sehr gute Arbeit („a super job“) und gebe die Atmosphäre der Zeit gut wieder.

## Auszeichnungen
Spike Lee wurde 1999 für einen Preis des spanischen Semana Internacional de Cine de Valladolid nominiert. Er wurde 2000 als Regisseur und als Drehbuchautor für den Black Reel Award nominiert.
John Leguizamo wurde 2000 für den ALMA Award nominiert.